# Mingu
Mingu (kinesiska: 岷谷, 岷谷镇) är en köping i Kina. Den ligger i provinsen Guizhou, i den sydvästra delen av landet, omkring 170 kilometer sydväst om provinshuvudstaden Guiyang.